# Le Conte de la bourgeoise de Bath
Le Conte de la bourgeoise de Bath ou Conte de la femme de Bath (The Tale of the Wyf of Bathe en moyen anglais, traditionnellement The Wife of Bath's Tale en anglais moderne) est l'un des Contes de Canterbury de Geoffrey Chaucer. Il est situé au début du fragment III (D), avant Le Conte du frère mendiant et suit peut-être Le Conte du juriste.

## Résumé
Le conte est précédé d'un prologue de 856 vers (deux fois plus long que le conte même), dans lequel la Bourgeoise de Bath raconte l'histoire de ses cinq mariages successifs. Le conte se déroule à l'époque du roi Arthur. Un de ses chevaliers, coupable d'avoir violé une jeune fille, est condamné à mort, mais la reine Guenièvre intercède en sa faveur. Elle lui laisse un an et un jour pour répondre à cette question : que désirent réellement les femmes ?
Le chevalier part en quête de la réponse, mais il ne trouve pas deux femmes pour s'accorder dessus : certaines parlent d'argent, d'autres de gloire, de flatterie ou de plaisir au lit. Le dernier jour arrive, et sur le chemin du retour, il passe dans une forêt et voit danser vingt-quatre jeunes filles. Lorsqu'il s'approche, elles disparaissent toutes et ne reste plus qu'une vieille femme laide. Il lui explique son problème, et elle accepte de lui donner la réponse en échange d'une faveur non spécifiée.
Devant la cour, le chevalier annonce la réponse que lui a donnée la vieille femme : ce que les femmes désirent par-dessus tout, c'est d'être maîtresses de leurs maris. Toutes les femmes présentes à la cour confirment qu'il s'agit de la bonne réponse, et le chevalier est libéré, mais son soulagement est de courte durée, car la vieille femme souhaite qu'il l'épouse. Bien que sa laideur le révulse, toute la cour est témoin de sa promesse et il est contraint d'accepter.
Lors de leur nuit de noces, la femme lui demande ce qu'il préfère : une vieille femme laide qui lui soit toujours fidèle, ou une belle jeune femme qui pourrait bien lui être infidèle. Le chevalier répond qu'il se soumettra à sa décision, ce qui était la bonne réponse : la vieille femme est devenue jeune et belle et lui sera toujours fidèle.